# Desa Tanjunggunung (administrativ by i Indonesien, lat -7,51, long 112,27)
Desa Tanjunggunung är en administrativ by i Indonesien.   Den ligger i provinsen Jawa Timur, i den västra delen av landet, 600 km öster om huvudstaden Jakarta.